# Grünewaldschule Grundschule Böckingen
Die Grünewaldschule Böckingen (früher Alleenschule) an der Grünewaldstraße 16 (früher Alleenstraße) im Heilbronner Stadtteil Böckingen ist eine Grundschule in einem historischen Schulgebäude, das 1912/1913 errichtet wurde. Nach einer wechselvollen Geschichte und mehreren Umbenennungen ist die Schule seit 1975 eine reine Grundschule.

## Geschichte

Grundsteinlegung für die Alleeschule 1912

Der einstmals bäuerlich geprägte Ort Böckingen wurde nach dem Einsetzen der Industrialisierung im nahen Heilbronn im Verlauf des 19. Jahrhunderts zur Arbeiterwohngemeinde. Zwischen 1870 und 1919 verfünffachte sich die Einwohnerzahl. Neben der Schaffung von Wohnraum gehörte daher der Schulbau zu den wichtigsten Aufgaben der Gemeinde. Bis 1878 hatte die Schule im Alten Rathaus ausgereicht, danach wurde die Friedenstraßenschule errichtet, der 1899/1900 die Weststraßenschule folgte, die schon 1906 um sechs Klassen erweitert wurde. Durch das starke Bevölkerungswachstum war bereits wenige Jahre später der Bau einer neuen Volksschule nötig. Von 1912 bis 1913 wurde daher die Böckinger Alleenschule nach Plänen der Architektengemeinschaft Beutinger & Steiner und des Ortsbaumeisters Lutz aus Böckingen im Jugendstil erbaut. Der Kauf des Bauplatzes wurde durch die Kommunalverwaltung Heilbronn unter dem damaligen Oberbürgermeister Paul Göbel finanziell unterstützt. Die Grundsteinlegung erfolgte durch den Böckinger Schultheiß Adolf Alter. Die Schule war für damalige Verhältnisse groß dimensioniert und verfügte über 20 Klassenzimmer. Die Baukosten betrugen 290.000 Mark (etwa 1.870.000 Euro). Das Gebäude, das heute inmitten von Böckingen steht, befand sich zum Zeitpunkt seiner Errichtung 1912 noch am äußerst nördlichen Ende der Siedlung und markiert den Beginn der starken Ausdehnung des Ortes nach Norden.
In der Zeit des Nationalsozialismus hieß die Schule Adolf-Hitler-Schule. Wie auch die inzwischen Hindenburgschule genannte Weststraßenschule blieb die Schule eine Volksschule. Da das inzwischen nach Heilbronn eingemeindete Böckingen eine Arbeiterwohngemeinde war, aus der vor 1933 nur 250 Schüler Heilbronner Mittelschulen und Gymnasien besucht haben, gab es vorerst keinen Bedarf an höheren Schulen in Böckingen, wo nahezu alle Schüler eine der beiden Volksschulen besuchten.
Nach dem Zweiten Weltkrieg zählte die dann wieder Alleenschule genannte Schule zu den wenigen erhaltenen Schulgebäuden der durch zahlreiche Luftangriffe auf Heilbronn schwer beschädigten Stadt, so dass der Schulbetrieb bereits am 5. November 1945 wiederaufgenommen wurde. Von 1945 bis 1949 besuchten auch ausgebombte Heilbronner Schüler die Schule. Das Gebäude beherbergte bis 1949 nun neben Volksschulklassen auch Realschüler und Oberschüler. In dieser Zeit kamen auf einen Lehrer drei Schulklassen, die im Schichtbetrieb unterrichtet werden mussten. Ab 1951 wurde die Schule in eine Knaben- und Mädchenschule geteilt, 1952 wurde die Schule in Grünewaldschule umbenannt. Von 1961 bis 1963 wurde die Schule instand gesetzt, die veranschlagten Kosten betrugen rund 900.000 DM (etwa 2.310.000 Euro). Das rasche Bevölkerungswachstum Böckingens in den 60er Jahren, auch bedingt durch die Neubaugebiete, führte zum Anstieg der Schülerzahlen. In den 60er Jahren wurden über 1.000 Schüler an der Grünewaldschule unterrichtet und die Klassenstärke lag bei bis zu 65 Kindern. Aufgrund dieser unhaltbaren Zustände wurden in Böckingen mit der Fritz-Ulrich-Grundschule und später der Grundschule „Auf der Schanz“ zwei weitere Grundschulen errichtet, die zum größten Teil von ehemaligen Lehrern und Schülern der Grünewaldschule genutzt wurden. In der Grünewaldschule verblieben nun nur noch die Klassen 1–6, während die Klassen 7–9 in die neue Hauptschule auf der Schanz umzogen. 1970 verließen auch die 5. und 6. Klasse die Schule (Zuerst Richtung Fritz-Ulrich-Schule, Böckingen und Hauptschule Frankenbach, und nach Fertigstellung der Elly-Heuss-Knapp Hauptschule Richtung Schanz), die Grünewaldschule wurde zur reinen Grundschule. Das Gebäude teilte sie sich nun mit der Wilhelm-Hofmann-Schule, die drei Räume im Gebäude bezog. In den 80er Jahren bestand an der Grünewaldschule eine griechische Klasse, die für Kinder aus der ganzen Stadt zur Verfügung stand.
Die Entstehung des großen Neubaugebietes auf der nahegelegenen Schanz zu Beginn der 70er Jahre führte nicht nur zur Fertigstellung von weiteren Schulen (Fritz-Ulrich-Grund- und Hauptschule 1969 und Elly-Heuss-Knapp-Grund- und Hauptschule 1975), sondern auch durch den Wegzug großer Teile der angestammten Bevölkerung in die neuen Wohngebiete zu einem Strukturwandel im Böckinger Altort, wo im Einzugsbereich der seit 1975 zur Grundschule reduzierten Grünewaldschule 1982 ein Ausländerwohnanteil von 30 bis 50 % (gegenüber 2 % auf der Schanz und 13,2 % in der gesamten Einwohnerschaft) bestand. Der Ausländeranteil an der Schule spiegelte mit 34,5 % (gegenüber damals nur 0,4 % in der Elly-Heuss-Knapp-Grundschule auf der Schanz) diese Entwicklung wider.

## Schulleben
Das Angebot der Grünewaldschule ist sehr vielfältig. Ein besonderer Schwerpunkt liegt heute auf den Kooperationen mit verschiedenen Sportvereinen. Durch diese Zusammenarbeit sind freiwillige Angebote wie Fußball, Reiten oder Golf möglich geworden.
Unter den zahlreichen AGs der Schule finden sich beispielsweise auch eine Theater- und eine Zirkus-AG, die mit einer jährlichen gemeinsamen Theateraufführung einen Höhepunkt im Schulleben setzten.
Die in der Schule untergebrachte Ganztagesbetreuung der Stadt Heilbronn ermöglicht es Eltern und Kindern auch über die Schulzeit hinaus ein Betreuungsangebot an der Schule wahrzunehmen.
Eine Besonderheit unter den Grundschulen der Stadt ist die Grüni-Bücherei. Diese vom Förderverein der Schule getragene und ehrenamtlich betreute Bibliothek bietet den Kindern Zugang zu mittlerweile fast 3.000 Büchern. Der Bestand ist dabei direkt auf die Wünsche und Bedürfnisse von Grundschülern zugeschnitten und fördert so die Lesefreude der Kinder.

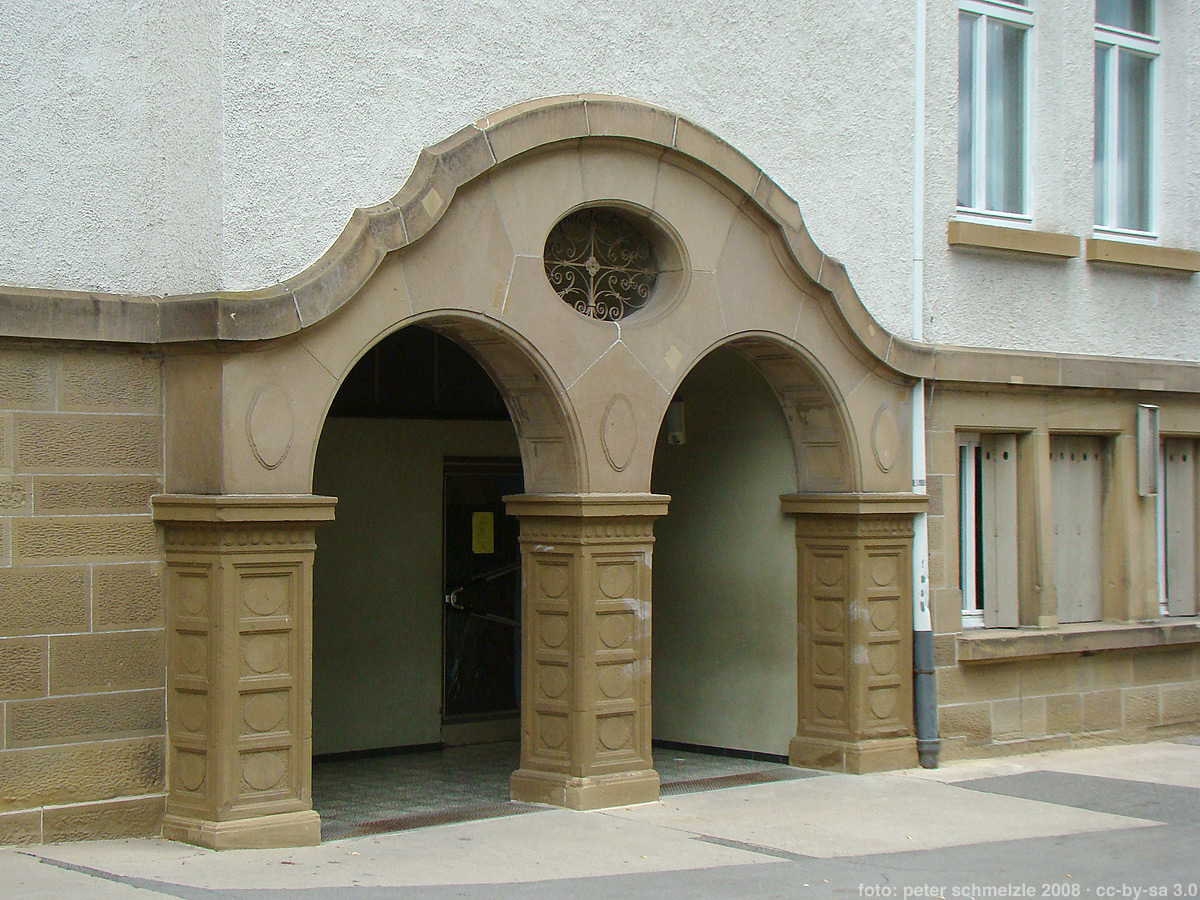
Portal zum Hof
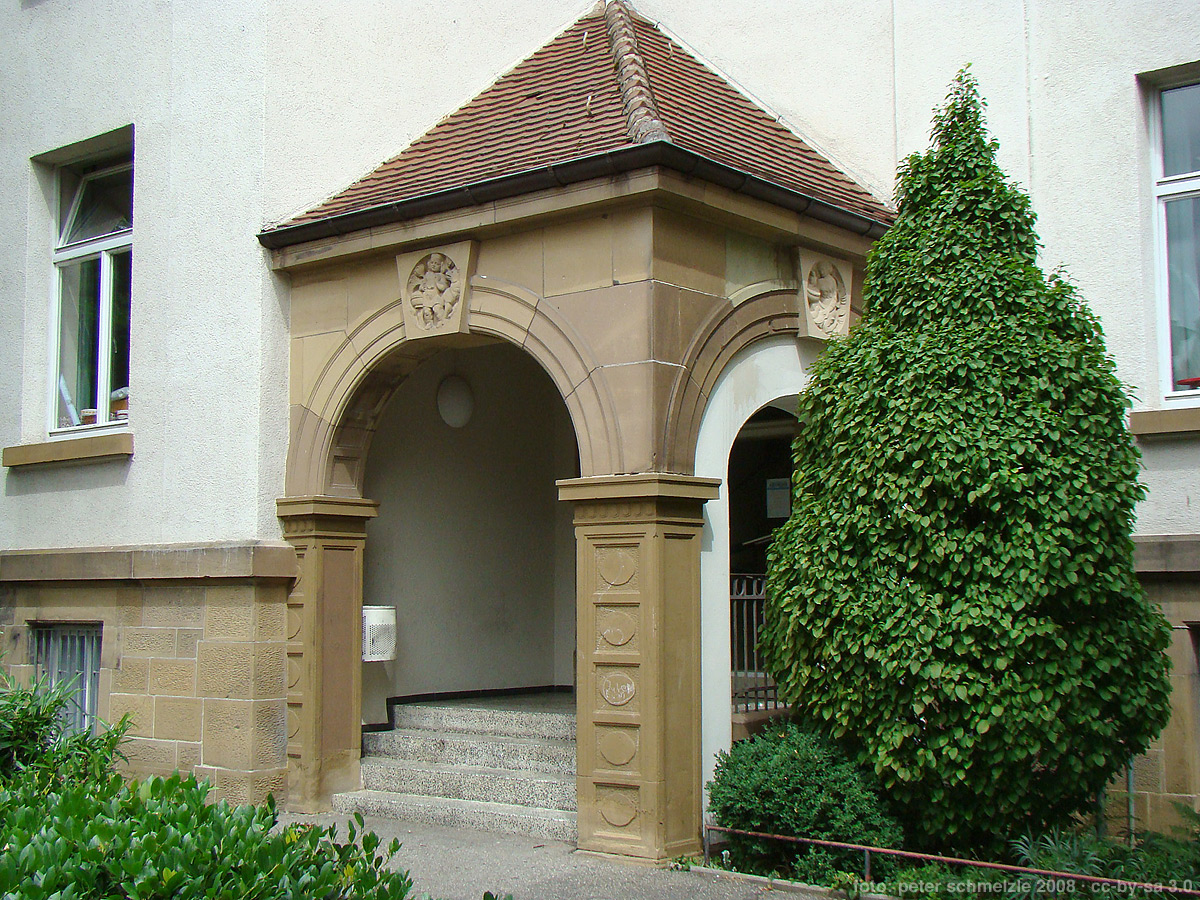
Eines der Portale zur Grünewaldstraße
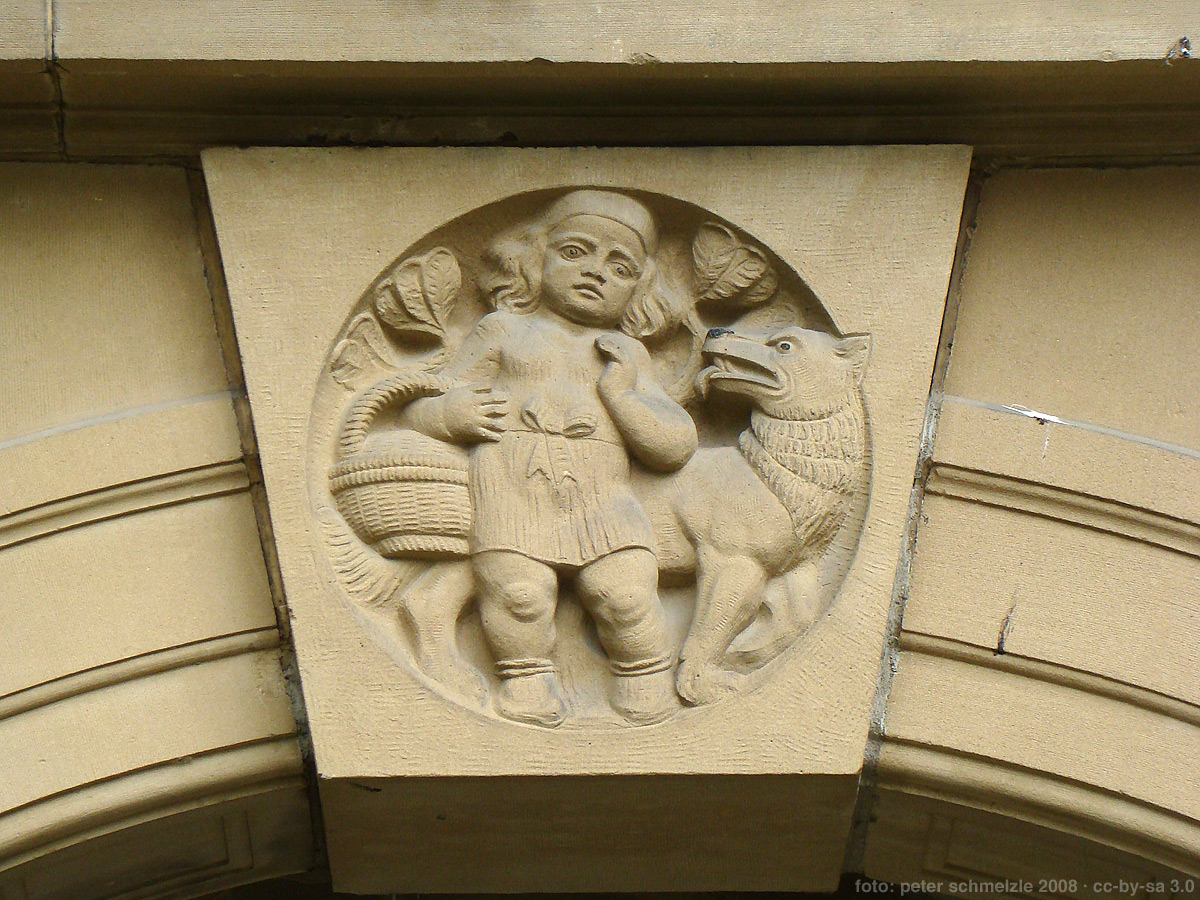
Bauschmuck an der Grünewaldschule
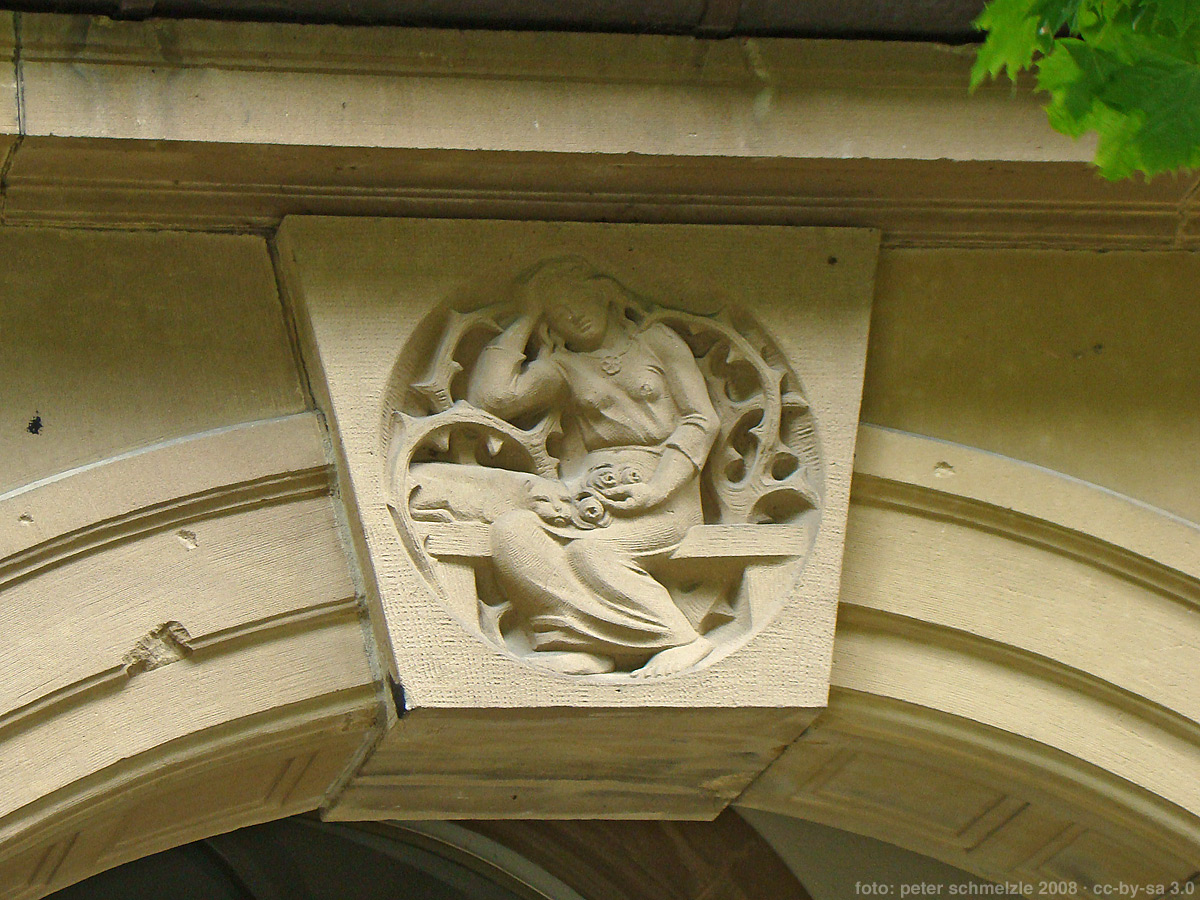
Bauschmuck an der Grünewaldschule

## Rektoren von 1913 bis heute
| Jahr      | Rektor               | Bemerkung |
| --------- | -------------------- | --- |
| 1913–1919 | Birkle               | Birkle hatte die Gesamtleitung von allen drei Schulen in Böckingen inne. Weiterhin erfüllten Johannes Bosch und Eduard Bader als leitende Oberlehrer die Führungsgeschäfte an der Weststraßenschule bzw. an der Friedensstraßenschule |
| 1919–1929 | Christian Walz       | Walz war ebenso lange Jahre Organist und Chorleiter |
| 1930–1937 | Georg Herrle         | |
| 1938      | Adolf Weizäcker      | wurde zwar zum Rektor ernannt, aber die Rektoratsgeschäfte wurden von den Oberlehrern Emil Häfele und Martin Herrmann wahrgenommen |
| 1949–1953 | Adolf Niethammer     | ab 1951 Rektor der Mädchenschule |
| 1951–1957 | Alfred Krach         | Rektor der Knabenschule |
| 1954–1966 | Otto Wendnagel       | Rektor der Mädchenschule |
| 1958–1968 | Theodor Schweizer    | Rektor der Knabenschule |
| 1966–1988 | Wilhelm Laubengeiger | bis 1968 Rektor der Mädchenschule, danach der gesamten Schule |
| 1988–2005 | Jost Kubin           | |
| 2006–2008 | Meike Strunk         | |
| 2008–2010 | Schulleitung vakant  | |
| 2010–2011 | Helmut Hornung       | kom. Schulleitung |
| seit 2011 | Barbara Kessler      | |